# Boris Petrovich Komrakow
Boris Petrowitsch Komrakow (em russo:  Борис Петрович Комраков; Ivano-Frankivsk, 30 de outubro de 1948) é um matemático russo. 

## Obras
- Strukturen auf Mannigfaltigkeiten und homogenen Räumen, Minsk 1978 (em russo)
- Editor: Lie groups and Lie algebras, their representations, generalizations and applications, Kluwer 1998
- Primitive Actions and the Sophus Lie Problem, Vysheshaya Shkola, Minsk 1991 (em russo)